# Elecciones presidenciales de Costa Rica de 1886
Las elecciones presidenciales de Costa Rica de 1886 se celebraron en el contexto del fallecimiento del presidente Próspero Fernández Oreamuno, quien había sido electo para el período 1882-1886. Tras su muerte, el Primer Designado, Bernardo Soto Alfaro, había asumido interinamente la Presidencia de la República. Soto, un joven de treinta años, se encontró liderando al país en medio de la guerra contra Guatemala, que buscaba restaurar por la fuerza la República Federal de Centroamérica. 
Soto, miembro de la masonería y de tendencia liberal, formaba parte de laGeneración del Olimpo, un grupo de intelectuales liberales que ejercerían una gran influencia en la política costarricense y varios de ellos llegarían a ocupar la presidencia del país.  
Soto logró impedir por medio de distintas artimañas la candidatura de Víctor Guardia Gutiérrez, hermano del difunto dictador Tomás Guardia Gutiérrez, convirtiéndose así en el único candidato y siendo elegido por unanimidad. 
Durante la elección de segundo grado, en la provincia de Alajuela votaron 5 electores más de los que establecía la ley, sin que se haya encontrado decreto que aumentara su número.

## Resultados
Electores de primer grado
| San José   | 168 |
| Alajuela   | 135 |
| Cartago    | 90  |
| Heredia    | 75  |
| Guanacaste | 42  |
| Puntarenas | 21  |
| Limón      | 6   |
| Total      | 537 |
| Fuente:    |     |

Electores de segundo grado
| San José   | 168 |
| Alajuela   | 145 |
| Cartago    | 90  |
| Heredia    | 75  |
| Guanacaste | 42  |
| Puntarenas | 21  |
| Limón      | 6   |
| Total      | 547 |
| Fuente:    |     |